# スティーブ・デイビス (エグゼクティブ)
スティーブ・デイビス（Steve Davis、2025年3月2日時点で45歳）は、実業家、エグゼクティブであり、アメリカ合衆国の政府効率化省（DOGE）の実質的な長を務めている。
ニューヨーク・タイムズは、スティーブ・デイビスをイーロン・マスクの「top lieutenant（最高補佐官、ナンバー2）」であると特徴づけている。デイビスはマスクの企業で様々な役割を果たしてきており、特に、コスト削減、従業員の解雇、組織の解体に注力してきた。
マスクはデイビス本人を癌治療の化学療法と比較し、癌で間近に迫った死から体を救うために必要な毒のような存在だと話している。デイビスがDOGEで実行している方法は物議を醸しており、「専門家たちは費用の削減に注力することにより、重要なサービスの提供の崩壊につながる恐れがあると心配している」。

## 経歴
デイビスは2003年からSpaceXでイーロン・マスクのために働き始め、スタンフォード大学のgraduate aeronautics programに雇用された。デイビスは、Falcon 1のガイダンスナビゲーションと制御システムの仕事をしている。彼の言葉では、「ロケットが離陸したときに直進しているかの確認を派手に言ったもの」である。SpaceX Dragonではリードシステムエンジニアを務めた。2008年、advanced projectsのディレクターに任命され、NASAに近いワシントンD.C.に引っ越した。
2018年、マスクはデイビスをボーリング・カンパニーのCEOに任命した。同年の後半、会社での責任が増したため自身の会社Mr. Yogatoを1ドルで売却した。ボーリング・カンパニーには8億ドル以上の資本を持っているにもかかわらず、約200ドルを超えるすべての出費にはデイビスの個人的な承認が必要とされたため、デイビスは極限まで倹約的だという評判を得た。

### Twitterの再編
イーロン・マスクによる2022年のTwitter買収後、デイビスは妻と生まれたばかりの新生児を連れてTwitter本社の建物内に住み込んだ。デイビスはジェームズ・マスク（イーロンのいとこ）とジャレッド・バーチャールとともにTwitterの事実上の最高執行責任者（COO）を務め、マスクから社員と費用を削減する責任を課された。デイビスはAPIアクセスへの課金の決定にも責任を持っていた。
デイビスは、Twitterサンフランシスコ本部で財政のレビューを任された。ある従業員は、彼を「悪いことのためだけに現れる厳しい死神」だと表現した。デイビスは、元不動産担当副部長に5億ドルのコスト削減を「発見する」よう求めた。リースを終了するのに費用がかかると言われると、デイビスは「その費用を払ったりはしない（…）家賃は払わない」と述べた。デイビスは、Twitterのセキュリティ責任者に最後通告を突きつけ、「真夜中までに物理的なセキュリティ予算をさらに50％削減しろ」と命令した。（裁判所命令に違反する可能性があるため）責任者が命令を拒否すると、Twitterは責任者を解雇し、退職パッケージを取り上げて責任者の振る舞いを調査した。裁判所での証言によれば、デイビスはFTCに従うために義務付けられている道具の仕様を拒否している。デイビスにはTwitter本社のリノベーションの仕事割り当てられた。詐欺、契約違反、労働者の権利の侵害に関する訴訟の工事請負業者の証言によると、マスクのトイレ工事には許可証が必要だと言われて、デイビスは「許可証は必要ない、私たちはルールには従う必要などない」と応え、代わりに無免許の配管工を雇うことを提案した。デイビスと働いていた彼の妻は、絶対に何も書面に書き残さないように提案した。
コスト削減に関する苦情がCEOのリンダ・ヤッカリーノに届くと、デイビスはその直後にTwitterを退職した。

## 政治活動
2024年、デイビスはマスクが財政的に支援している、ドナルド・トランプを支援するために作られたスーパーPACのアメリカPACを監督する役目を任された。ニューヨークタイムズの調査報道によると、デイビスは、大統領選挙に関する請願書に署名した人々に金銭的な報酬を支払う計画に関与していた。
デイビスはマスクの「着陸チーム」に参加し、政府効率化省のメンバー候補者へのインタビューに同行している。ニューヨーク・タイムズは、デイビスが「事実上のDOGEのリーダーでり」重大な決定をDOGEの代理長官とされるエイミー・グリーソンに相談せずに決めていると報じた。また、デイビスはすべての連邦政府職員に一括でメールを送信する活動も主導しており、連邦政府機関の全職員に一斉送信された自主退職の要請が書かれた「Fork in the Road」メールの送信につながったとも報じられている。
デイビスと妻は、DOGEの活動のために完全武装のセキュリティを備えた一般調達庁（GSA）の建物に本拠地を据えた。2月中旬に、デイビスは年金システムなどを管理する社会保障局（SSA）の職員に、DOGEのメンバーAkash Bobbaを社会保障局職員として採用し、ソースコードを含むあらゆるデータへのアクセスを許可するように命令した。デイビスは、6,000万行以上に及ぶCOBOLで書かれた社会保障局のシステムを新システムにマイグレーションする活動を率いている。デイビスは、既存のプログラムを新しい言語でプログラムを書き換えるシステム移行期間として、たった数ヶ月という、非現実的な期間を設定している。専門家たちによれば、「ベネフィットとシステム崩壊のリスクを天秤にかけており」、これほど大規模なプロジェクトは通常、バグのテスト期間だけをとっても数年もの歳月がかかると言われている。
3月27日、これまで表立った活動をしてこなかったスティーブ・デイビスはFoxニュースの番組に登場し、イーロン・マスクと他の6人のDOGEメンバーとともにブレット・バイアーのインタビューを受けた。エイミー・グリーソンは不在だった。

## 評判
旧知の友人のAdam Greenによると、デイビスの「以前のワシントンD.C.のアパートは、ゲストを楽しませるために、ピンポンテーブルと飲み物のマシンを備えたスタートアップ企業のようだった」。しかし、以前は「面白い、型にはまらない考え方をする」人物だったデイビスは、その後、イーロン・マスクの「盲目の召使い」に変わってしまったという。Jared Birchallは「もしスティーブがイーロンから窓から飛び降りろと命じられたら、彼はそのとおりにするだろう」と話している。マスク自身がマー・ア・ラゴのグループに、世界中でデイビス以上に組織を解体するのが上手い人間はいないと語り、組織を構築するのにふさわしい人というわけではないかもしれないと認めている。さらにマスクは 「スティーブは癌治療の化学療法のようなものだ。少しの化学療法なら人の命を救うことができるが、多すぎる化学療法は人を殺す可能性がある」と発言した。デイビスの写真は、ヨーグルトショップのようなワシントンD.C.の彼の「楽しい」企業に関連するものは多数存在しているものの、マスクに深く関わるようになってからはほとんどの写真に映ることをほとんど避けており、公に姿を見せることを避けようとしていた。

## 個人的な生活
デイビスはNicole Hollanderと結婚している。彼女はTwitterで彼とともに仕事をし、現在はDOGEでもデイビスとともに働いている。彼らには一人の子供がいる。
デイビスは、アイン・ランドの哲学を宣伝しているアトラス・ソサイエティのアドバイザーを務めている。2012年7月、Atlas SummitでSpaceXと未来の宇宙遊泳に関する45分のプレゼンテーションを行った。